# Домналл Илхелгах
Домналл Илхелгах (Домналл Многообманывающий; др.‑ирл. Domnall Ilchelgach; умер в 566) — король Айлеха (534/536—566) и верховный король Ирландии (565—566) из рода Кенел Эогайн, одной из ветвей Северных Уи Нейллов. Разделял престол со своим братом-соправителем Форггусом мак Муйрхертайгом.

## Биография

### Происхождение
Основными историческими источниками о жизни Домналла Илхелгаха являются ирландские анналы и написанное Адамнаном житие святого Колумбы. Согласно этим источникам, Домналл был сыном верховного короля Ирландии Муйрхертаха мак Эрки, владевшего также и престолом королевства Айлех. Его матерью была Дуйнсех, дочь короля Коннахта Дауи Тенги Умы, а братьями — Форггус мак Муйрхертайг и Баэтан мак Муйрхертайг. Наиболее тесно Домналл был связан с первым из них, Форггусом, соправителем которого он был долгие годы как в Айлехе, так и на престоле верховного короля Ирландии.

### Король Айлеха

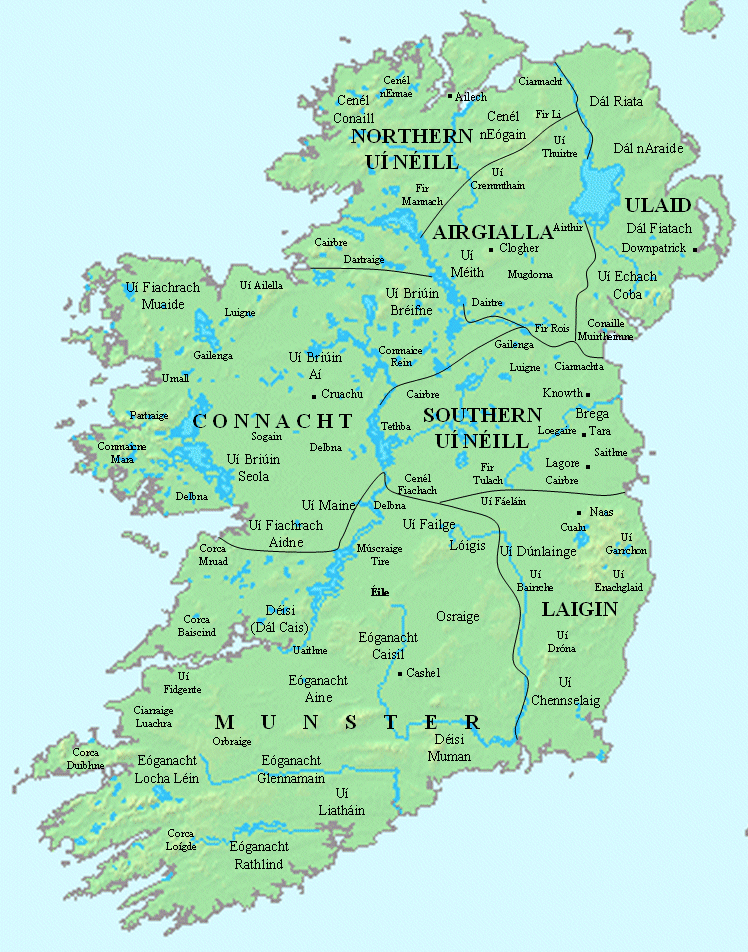
Ирландия в Раннее Средневековье

Король Муйрхертах мак Эрка погиб в 534 или в 536 году, после чего престол Айлеха перешёл к его сыновьям, Домналлу Илхелгаху и Форггусу мак Муйрхертайгу, а титул верховного короля Ирландии — к Туаталу Маэлгарбу.
Наиболее подробно исторические источники освещают военную деятельность Домналла Илхелгаха и его брата Форггуса мак Муйрхертайга. В анналах сообщается, что в 543 или 547 году короли Айлеха в союзе с правителем Кенел Конайлл Айнмере мак Сетнаем и его братом Ниннидом нанесли у Слайго поражение королю Коннахта Эогану Белу, а в 550 году при Кул Конайре уже самостоятельно разгромили войско его сына и преемника Айлиля Инбанды, который так же как и его отец пал на поле боя. Эти победы способствовала переходу престола Коннахта от враждебного Домналлу и Форггусу рода Уи Фиахрах к роду Уи Бриуйн, с которым у айлехских монархов позднее завязались союзные отношения.
В 561 году короли Айлеха Домналл Илхелгах и Форггус мак Муйрхертайг оказались вовлечены в военные действия против верховного короля Ирландии, правителя Миде Диармайта мак Кербайлла, принадлежавшего к роду Южных Уи Нейллов. По одним данным, причиной конфликта стала казнь по приказу Диармайта принца Курнана, сына их союзника, коннахтского короля Аэда мак Эхаха, по другим — ссора из-за книги двух святых, Финниана Мовильского и Колумбы. В споре между святыми король Диармайт поддержал Финниана, а святой Колумба обратился за помощью к своим родственникам из числа Северных Уи Нейллов. Возможно, просьба Колумбы была лишь предлогом для его родичей предъявить свои претензии на титул верховного короля Ирландии. В результате соединённое войско королей Домналла Илхелгаха, Форггуса мак Муйрхертайга, Айнмере мак Сетная, Ниннида мак Дуаха и Аэда мак Эхаха разгромило войско верховного короля Диармайта в сражении при Кул Древне (около горы Бен-Балбен). Средневековые авторы сообщают, что в произошедшей битве Диармайт потерял три тысячи воинов убитыми, в то время как в войске его противников погиб лишь один воин.
В 563 году соединённое войско правителей Северных Уи Нейллов в составе Домналла Илхелгаха, Форггуса мак Муйрхертайга, Айнмере мак Сетная и Ниннида мак Дуаха одержало новую победу, в битве при Мойн Дайри Лотайр нанеся тяжёлое поражение войску ульстерских круитни. На поле боя пали король Дал Арайде Аэд Брекк и ещё семь ульстерских вождей. Эта победа позволила Северным Уи Нейллам значительно расширить свои владения, в том числе, присоединить к Айлеху обширные земли от полуострова Инишоуэн до полуострова Магиллиган. Вероятно, вскоре после этого произошло и окончательное примирение правителей Айлеха и Кенел Конайлл с верховным королём Ирландии Диармайтом мак Кербайллом.

### Верховный король Ирландии
В 565 году Диармайт мак Кербайлл был убит королём Дал Арайде Аэдом Чёрным. Возможно, в силу ранее заключённого соглашения, титул верховного короля Ирландии перешёл к Домналлу Илхелгаху и Форггусу мак Муйрхертайгу, ставшим королями-соправителями. Вероятно, намереваясь подчинить своей верховной власти всех ирландских правителей, Домналл и Форггус в 566 году разбили в сражении в долине реки Лиффи войско лейнстерцев. По свидетельству «Анналов Инишфаллена», Домналл погиб в этом сражении, однако другие ирландские анналы не сообщают никаких подробностей об обстоятельствах его смерти. Предполагается, что к этому времени Домналл обладал значительным авторитетом среди ирландской знати, так как один из его современников, мунстерский святой Колман Клойнский, посвятил ему несколько своих стихотворений. Вероятно, именно Домналл был наиболее деятельным и влиятельным лицом в тандеме братьев-соправителей.
Вскоре после смерти своего брата скончался и король Форггус. Новым верховным королём Ирландии стал наиболее влиятельный на тот момент ирландский правитель, король Кенел Конайлл Айнмере мак Сетнай, а престол Айлеха перешёл к брату скончавшихся королей Баэтану мак Муйрхертайгу и сыну Домналла Эохайду.

### Семья
Согласно трактату XII века «Banshenchas» («Об известных женщинах»), Домналл Илхелгах был женат на Бриг, дочери Оркка мак Кайртинна из септа Уи Мак Кайртинн. Детьми от этого брака были три сына: Эохайд мак Домнайлл, Колку мак Домнайлл и Аэд Уариднах. Все они в разное время были правителями Айлеха, а Эохайд и Аэд также владели и титулом верховного короля Ирландии.